# Proyecto hidroeléctrico Chepete - Bala
El proyecto hidroeléctrico Chepete - Bala es un proyecto de dos megarepresas seguidas en Bolivia, entre los territorios del Parque nacional y área natural de manejo integrado Madidi y la Reserva de la biosfera y tierra comunitaria de origen Pilón Lajas. La represa del Chepete sería significativamente más grande que la del Bala. Se estima que este último produciría una inundación de 94 km², de los cuales 79 km² estarían dentro de áreas protegidas, y tendría una influencia sobre 200,93 km²; mientras que el Chepete, produciría una inundación de 676,72 km², de los cuales 100,61 km² serían sobre áreas protegidas con una influencia total sobre 1931 km².
En el caso de El Bala, la hidroeléctrica podría generar 352 MW, al año produciría 2195  GWH/año, el costo sería de 97 dólares/MWh, sería financiado externamente en un 70% y el saldo con recursos propios. El costo final no es preciso ya que en el mismo proyecto oficial tiene diferentes datos, oscila entre 1.151 y 971 millones de dólares. Mientras que en el Chepete, la situación del financiamiento es la misma que en El Bala, tiene una potencia de 3300 MW, con una producción anual de 15471 Gwh, el precio de la energía sería de 81 Mwh para obtener 1250 millones de dólares al año. Su costo igual es incierto pero oscila entre  6.912  y 6.337 millones de dólares.

## Proyección
La represa del Bala tendría 20 metros de altura, mientras que la del Chepete tendría 150 metros de altura y costaría 6.337 millones de dólares. Estás hidroeléctricas estarían construidas en un área sagrada para los indígenas de la zona.  Según el Ministerio de hidrocarburos se generarían 1200 millones de dólares anuales. Según los datos de los caudales registrados en el rio Beni se sostiene que el caudal es de 160,4 metros cúbicos. Los sedimentos que aportan el rio Beni, al rio Madera es del 72% convirtiéndose en uno de los ríos con mayor caudal sólido en el mundo. Este sedimento juega un rol importante en las aguas rio abajo de Rurrenabaque, con la represa se impide el traslado de este sedimento, que significa la pérdida de lechos, desbalance de la mecánica de los ríos, pérdida de nutrientes y fertilidad de las planicies. Rio arriba se vería una acumulación del sedimento que significaría mayores costos de manutención de la hidroeléctrica. Pero la palabra "sedimento" ni siquiera está mencionado en el resumen ejecutivo del proyecto. Este proyecto pone en riesgo a las más de 2500 especies de peces que hay en el Madidi cuyo 80% corresponden a peces que solo habitan en esa región. Además de los riesgos del gas metano que se produciría que según la ONG International Rivers, en las represas de la Amazonía se dobló la cantidad de metano producido por las plantas de carbón. A la problemática de la represa se le suma la contaminación con mercurio debido a la extracción de oro.
La necesidad planteada para la construcción de este tipo de obras para exportar energía devienen de la proyección de baja de precios de los hidrocarburos y la conversión hacia energía limpia.  Este proyecto respondería a la Agenda Patriótica Boliviana 2025, proyecto de gobierno del MAS que propone generar 9 mil megavatio hora con 27 millones de inversión para desarrollar 35 hidroeléctricas, contempla 23 megarepresas y la producción de ocho mil MW, con base en acuerdos con Brasil, Paraguay, Perú, y Argentina. Para construir este proyecto se necesitaría el 20% del PIB boliviano. Tiene el apoyo de la Corporación Andina de Fomento (CAF) y es parte de un acuerdo con la empresa brasileña Electrobras. La ambición del gobierno es que entren en funcionamiento entre los años 2025 y 2030, pero esta no tiene en cuenta el desastre socioecológico debido a la interdependencia de los habitantes de la zona con su medio ambiente. 75% de la energía producida sería para vender a Brasil y posiblemente su costo duplicaría al monto inicial de la primera evaluación.
Durante el gobierno de Evo Morales se generaron políticas hostiles y destructivas hacia indígenas, principalmente orientales. De los 36 pueblos indígenas, 15 fueron abandonados, inclusive el Estado contribuyó a que comunidades lleguen a la mendicidad como es el caso de los Yukis, cuyo territorio fue ocupado por los cocaleros del Chapare. Los indígenas que habitan en la zona del Chepete - Bala, son parte de las resistencias frente al extractivismo en Bolivia.
Investigadores de la Universidad Estatal de Míchigan, Emilio Morán y María Claudia López, apuntaron que el proyecto de las hidroeléctricas podrían encarecerse en un 96% del costo inicial y apuntan al lobby de las constructoras de hidroeléctricas, que dejó como resultado en Brasil la encarcelación de quienes estuvieron detrás de la hidroeléctrica de Belo Monte, por corrupción.

## Pueblos afectados

### Uchupiamonas
Los exploradores españoles fueron los que entraron en contacto con este pueblo indígena. Tardaron 100 años en poder ocupar ese territorio, habitan sobre las riberas del rio Tuichi en el parque Madidi. En la actualidad se dedican al ecoturismo.
Debido a la pandemia del Coronavirus, se volcaron a la recuperación de sus conocimientos ancestrales y encontraron en la corteza y las hojas de la quina, cualidades medicinales.

### Mosetén
En el área de los Mosetenes, se sabe de la presencia de pueblos no contactados que se mueven por las montaña sin contacto con los otros habitantes de la zona. Tienen conocimiento de grupos humanos que se mueven en las montañas sin contacto alguno con el mundo exterior.

## Antecedentes
Durante el gobierno de Evo Morales, se promocionó este proyecto a nombre de ser el "Corazón Energético" de Sudamérica. Sin embargo según los propios estudios del proyecto, solo produciría 1.5% de la energía del continente. Este proyecto produciría 15470 GWh anual, lo cual triplicaría la producción que tiene Bolivia, y solo superaríamos a Uruguay y Ecuador en la producción de energía. Por información del mismo ministro de Hidrocarburos y Energía, Luis Alberto Sánchez, Brasil vende el megavatio/hora a 52 dólares, mientras que en Bolivia se planifica vender a 70 dólares el megavatio/hora, Incluso, la misma empresa contratada, Geodata, recomienda aplazar esta obra hasta que el mercado energético sea conveniente para ejecutar esta obra. El investigador Pablo Villegas cuestiona que si el fin es vender energía a Brasil, por qué no se contempló en el proyecto los oleoductos necesarios para que llegué al otro país.
En 1958, en un estudió se concluyó que se podría generar 1600 MV, que afectaría a un 18% del área protegida.
En 1995 se estableció que la afectación solo sería de12% a las áreas protegidas y que generaría 2460 MV.
En 1998 el presidente Hugo Banzer recogió el proyecto de 1958 para volverlo a estudiar, y se determinó que era inviable tanto técnica como económicamente ya que afectaría a las Áreas Protegidas del Madidi y Pilón Lajas; esta última además es tierra comunitaria de origen, (TCO) por sus poblaciones tacana, mosetén, chimán, leco-quechua-apolo y lecos.
En 2007, se emite el decreto 29191 en el que Evo Morales da prioridad nacional para avanzar con la hidroeléctrica. Situación que es contradictoria pues el mismo año se firmó la declaración por los Derechos de los Pueblos Indígenas en la ONU.

En 2015 se contrató a Geodata para realizar una nueva investigación
"Ojalá algunos fundamentalistas y ecologistas no perjudiquen, La Paz puede ser el centro energético con hidroeléctricas” - Evo Morales

## Cronología de la resistencia

### 2016
El 13 de julio, el presidente Evo Morales anunció que la empresa italiana Geodata se adjudicó el diseño final de las hidroeléctricas. Por medio del decreto N ° 2837 se dictamina que el financiamiento vendrá del Tesoro General del Estado, aludiendo a la estabilidad económica para sostener el proyecto. La ejecución del proyecto costaría casi lo mismo que el total de la deuda externa. Jorge Molina, especialista en hidrología advierte que las comunidades de Sapecho y Palos Blancos corren riesgos de inundación con este proyecto.
El 27 de julio,el Estado firma un contrato con la empresa italiana Geodata para el diseño de la represa de El Bala que tendría que ser entregado en 2017. Evo Morales anuncia que los proyectos hidroeléctricos tienen la capacidad de generar 3251 MW en el caso del Chepete, y 425 MV el Bala, haciendo el total de 3.676, la inversión total sería de por lo menos 15 millones de dólares. aunque se anunció que el contrato con Geodata es de 11.8 millones de dólares. El presidente Evo Morales dijo que era un sueño esperado por más de 40 años. Los asambleístas Cecilia Requena y Vincent Vos, advirtieron que sería el cuarto proyecto más grande del Sudamérica, cuyo impacto ambiental sería mayor al beneficio económico. Para Requena, uno de sus principales perjuicios es que el bosque se inundaría, ya que es la principal característica de las represas de cualquier índole, y que al hacerlo se generaría gas metano debido a la putrefacción causada. Además al afectar a los bosques se corta el ciclo de lluvias que son necesarias para el funcionamiento de una hidroeléctrica. Al estar el proyecto en el Parque Madidi, cuya biodiversidad es la mayor en el  mundo, corre riesgo porque no se están tomando en cuenta los efectos indirectos, como la migración forzada de al menos  17 comunidades indígenas, que cambiaría su estilo de vida al no poder seguir pescando, y que también puede acarrear enfermedades como la malaria por el agua estancada. Según el gobierno el beneficio sería de más de mil millones de dólares anuales y proyectan cinco años para su construcción, se anunció un referendo para saber si el departamento de La Paz está de acuerdo.
Activistas y expertos en la temática rechazan este proyecto porque su impacto ambiental sería mayor a las ganancias que se estipulan, ganancias que ni siquiera están aseguradas.
En agosto Geodata propone un "paso para los peces" en forma de un canal que lleve a una piscina que sirva como un ascensor que lleve a otro canal que tenga una escalera para que los peces puedan subir hasta la altura del embalse. El investigador Pablo Solón cuestionó si este método es efectivo ya que solo los más grandes podrían sobrevivir, los más pequeños pueden ser depredados por otros peces, aves u otros animales, lo que podría generar la extinción de especies. Se tiene destinado 63 millones de dólares para indeminización, aunque esta no contempla el daño a los peces.
En este mes, en un cruce de datos entre la información del INE y la ficha ambiental del proyecto, realizado por el Cedib, se da a conocer que 53 localidades, 1.604 viviendas y 3.359 habitante necesitarían ser relocalizadas si este proyecto avanza. Según Óscar Campanini, investigador del CEDIB,  679.98 kilómetros cuadrados de superficie sería inundada. Explica que existen áreas que no están contempladas en el proyecto, como las áreas productivas que sirven para la subsistencia de los pobladores.

El 18 de octubre de 2016, los indígenas Tacanas, Mosetenes, Tsimanes, Uchupiamonas, comunidades originarias y campesinas dan un plazo de 72 horas al gobierno para que ENDE y Geodata se retiren de la zona.
"rechazamos de manera rotunda el proyecto de las represas El Bala-Chepete por ser atentatorias a los derechos humanos y formas de vida tradicionales consagradas en la normativa nacional e internacional”
El 23 de octubre, Luis Alberto Sánchez, ministro de Hidrocarburos y Energía de Bolivia, garantizó la consulta previa a las comunidades de la zona, quienes lo exigen como un derecho establecido en la Constitución Política del Estado. La Coordinadora de Defensa de la Amazonía, exigió un referendo nacional dado que las áreas protegidas es de interés nacional, ya que significará un endeudamiento del Estado. El gobernador de La Paz, Felix Patzi, manifestó su acuerdo con el proyecto y reclamó parte de las regalías. Según el ministro Sánchez, la afectación a áreas protegidas sería de 0,79% y sostiene que la energía de hidroeléctricas es la fuente de energía limpia número uno en el mundo. Acusó a quienes rechazan el proyecto de tener "mente colonial" y recibir fondos extranjeros para oponerse.
El investigador Pablo Solón pidió que se publique toda la información del proyecto y también cuestionó al Ministro de Autonomías, Hugo Siles, que se refirió a que quienes se oponen es porque responden a intereses extranjeros, si fuese así, los comunarios tendrían que ser catalogados como extranjeros explico Solón quien fue apuntado por el ministro como uno de los impulsores del rechazo al proyecto. Pide evitar la polarización y tener un diálogo honesto.
La Confederación de Pueblos Indígenas de Bolivia (CIDOB) rechazó el proyecto y pidió al gobierno que deje de intentar engañarlos, además exigen que se respete los derechos indígenas, la consulta previa y que cumpla con los estándares internacionales. El 16 de noviembre de 2016 firmaron una resolución a favor de los habitantes de Pilón Lajas y el Madidi exigiendo que se deje de criminalizar a los dirigentes. El vicepresidente Álvaro García Linera, en el contexto en que la ciudad de La Paz tuvo problemas con el agua, dijo que construirían centenares de represas para afrontar las sequías, por ello los indígenas pidieron que se deje de confundir a la población.
Especialistas en el tema advierten que para la realización de este proyecto se necesitaría una masiva cantidad de gente que al instalar el campamento podrían destruir mucho territorio. Hacen énfasis en que el rédito económico no es como el gobierno promete. Se señala también que ENDE se adjudicó el proyecto de la hidroeléctrica Rositas sin tener el costo total ni el crédito necesario para su financiamiento y preocupa que haga lo mismo con el Chepete - Bala. Se exige que se revelen las fuentes de financiamiento pensados para esta represa.
En octubre, se dio a conocer que los 87 alcaldes de los municipios de La Paz respaldan la construcción de esta hidroeléctrica, con el interés puesto en las regalías. Beimar Calep, presidente de la Asociación de Gobiernos Autónomos Municipales del Departamento de La Paz (Agamdepaz) acusó a los ambientalistas de desinformar a los indígenas que viven en las áreas protegidas Madidi y Pilón Laja, apuntando directamente a la Fundación Solón y Lidema. A su vez, dirigentes del TIPNIS, apoyan la resistencia en el Madidi y alertan que el gobierno pretende destruir las áreas protegidas.

En noviembre se lleva a cabo una vigilia indígena de 12 días en la que 17 comunidades indígenas, que habitan entre los ríos Beni, Quiquibey y Tuichi, logró que se frenen los estudios al hacer que Geodata y Servicom se retiren de la zona. Ruth Alipaz Cuqui, líder indígena Uchupiamona recalcó que los habitantes de esa zona no están relacionados ni con ONG ni partidos de la oposición. Álex Villca, otro dirigente indígena también dijo que agotarán todas las instancias legales en el país, empezarán con una Acción Popular, según el artículo 135 de la Carta Magna y no descartó llegar a instancias internacionales.
“La acción popular procederá contra todo acto u omisión de las autoridades o de personas individuales o colectivas que violen o amenacen con violar derechos e intereses colectivos, relacionados con el patrimonio, el espacio, la seguridad y salubridad pública, el medio ambiente y otros de similar naturaleza reconocidos por esta Constitución”.
Valentín Luna, presidente de la Mancomunidad de Comunidades del río Beni reclamó que el gobierno no cumplió con el Convenio 169 de la OIT, ni con la consulta previa, libre e informada. Aun así, el gobierno dijo que no escuchará a nadie que se oponga porque para ellos, son manipulados por ONG del imperio. Alipaz, explica que solo la construcción de la represa en el Bala, significará la inundación de 1200 km que repercutiría en por lo menos 3000 indígenas. En la COP22 ambientalistas y activistas denunciaron que este proyecto atenta contra los derechos de la naturaleza.
“Queremos decir a Bolivia que el Gobierno va a construir decenas y centenares de represas para garantizar agua y a toda esa gente opositora, gente extranjera, que nos dice que no debemos hacer represas, no les vamos a hacer caso” - Álvaro García Linera
Alexandra Moreira, ministra de Medio Ambiente, dijo que tienen un año para hacer la evaluación de impacto ambiental y que hasta ese momento solo se había hecho la solicitud de categorización. Ante las semanas de sequía y problemas de agua en La Paz, el presidente Evo Morales indicó que la represa es también para garantizar agua en La Paz y minimizó a los activistas de ser pequeños grupos que se quejan de que los animalitos van a morir.  Sin embargo, ni siquiera el mercado es seguro, con un costo socioambiental mayor al esperado, cuyo precio de obtención de energía no da un rédito positivo. El investigador Pablo Villegas explica que las aseveraciones que hace el gobierno sobre las cualidades de este proyecto no tienen fundamento, porque no existen todos los estudios necesarios, y que según las experiencias del Banco Mundial la inversión podría ser mayor a la inicialmente contemplada. Tanto investigadores, activistas e indígenas reclaman sobre la falta de transparencia ya que el único documento oficial que tienen es la filtración de la ficha medio ambiental.
En diciembre de 2016, el vicepresidente de Bolivia, Álvaro García Linera llamó a los Ponchos Rojos, para que salgan a marchar en defensa de las hidroeléctricas, alegando que gente de "la derecha" que trabaja para USAID se estaría interponiendo y que el desarrollo de La Paz depende tanto de estas hidroeléctricas como de la carretera en el TIPNIS. Arengó a este movimiento social al decir que gracias a los Ponchos Rojos se tiene gas y que es momento de pelear por las hidroeléctricas y por las carreteras. También dijo que la Madre Tierra es para modificarla, así como nuestros antepasados habían construido camellones y terrazas, y que ante la queja de la deforestación Bolivia tiene 59.000  millones de árboles, por lo que no nos faltarían.

A su vez, la cabeza del gabinete de agua, Juan Ramón Quintana, aseveró que esta hidroeléctrica sería la garantía para las épocas de sequía instando a seguir con los proyectos de Rositas, Misicuni y otras represas de Bolivia.
"Son caudales que deben ser aprovechados para energía, porque no va a haber agua  si no  hay energía eléctrica” - Juan Ramón Quintana.
Sin embargo la ambientalista Silvia Molina señaló que estas represas no están contempladas para la recolección de agua, sino para la exportación de energía.

### 2017
El rector de la Universidad Mayor de San Andrés, Waldo Albarracín, envió una carta a Rafael Alarcón, ministro de energía, para que se haga un debate público y democrático ante la problemática de la hidroeléctrica en el Chepete y Bala. Aludiendo a las acusaciones de este ministro a los docentes del Laboratorio de Hidráulica de esta universidad, de tener negocios por los cuales se opondrían a la realización de este proyecto, refiriéndose al programa de Pequeñas Centrales Hidroeléctricas del Instituto de Hidráulica e Hidrología (IHH) que responde a la necesidad de energía eléctrica en comunidades rurales que no puede hacer competencia contra la hidroeléctrica que plantea el gobierno.
El 10 de enero, los indígenas anuncian que llevarán su resistencia al plano internacional con una demanda ante la Corte Interamericana de Derechos Humanos (CIDH). El investigador Joan Martinez Alier, compara este proyecto de hidroeléctrica con el de Inambari en Perú.
El 17 de marzo Geodata retira su maquinaria y afírman que al no haber consenso con la comunidad, no se podría continuar con la obra.
En junio Geodata, a través de Servicom, vuelve a ingresar su maquinaria en el Chepete - Bala. El líder indígena Alex Villca expresa que desde ENDE solo explican los beneficios de este tipo de energía, pero no dicen lo que pasará a las comunidades; anuncia que se articularán con otras resistencias como las del TIPNIS.
El 11 de julio, Pablo Solón, exembajador y director de la Fundación Solón, pidió mediante una carta a ministro de Justicia, Héctor Arce Zaconeta, y al viceministro de Transparencia, Gonzalo Trigoso pidiendo una investigación por posible daño económico al Estado, dado que el "Producto Nº 4: Estudio de Evaluación socio económica financiera" estipula que para que sea redituable tienen que vender el megavatio hora a 70 dólares.  Según Geodata, el costo determinado para El Bala es de 55 dólares, y el del Chepete, de 80 dólares, ambos superiores a los 52 dólares con los que Brasil vende. También pregunta por qué no se hizo licitación pública internacional y se contrató directamente a Geodata siendo que sus informes poseían contradicciones en su primer contrato N.º 11300.
En ese mes a Pablo Solón el gobierno le inicia un juicio por un hecho acontecido hace seis años, cuando fungía como embajador de Bolivia ante la ONU. Este hecho se entiende como un hostigamiento para callar sus reclamos por el Chepete - Bala. El gobernador de La Paz, Félix Patzi, vuelve a reclamar por las regalías de las hidroeléctricas, máxima motivación para apoyar el proyecto.
El sociólogo y antropólogo, Ricardo Calla explica que Brasil tiene planeado construir 30 represas del tamaño del Chepete, entonces no tiene sentido calificar a estos proyectos como "corazón energético de Sudamérica". Advierte también que sería una represa contaminada con mercurio debido a la explotación de oro al norte de La Paz cuyos residuos con mercurio llegan a estás áreas que se inundarían convirtiéndose en metilmercurio, la forma más tóxica del mercurio.
En agosto las organizaciones de la Central de Pueblos Indígenas de La Paz (Cpilap) firmó un acuerdo con ENDE para garantizar proyectos en el Madidi como tierra, territorio, ítems en salud y educación y también a respetar a los indígenas y sus formas de gestión,  a cambio de que se les deje continuar con el diseño final de las hidroeléctricas. Se conoce que la Cpilap está divida entre quienes apoyan y rechazan estas megarepresas.
En noviembre se estrena la película Jungle, protagonizada por Daniel Radcliff, que narra lo que le pasó en 1981 al israelí Yossi Ghinsberg, cuando se perdió tres semanas en el Madidi en búsqueda del pueblo no contactado de los Toromona. A principios de los 90 escribió su libro  Back from Tuichi (De regreso del Tuichi) que sirvió de base para el filme y que inspiró a muchos israelíes a hacer turismo en Rurrenabaque, que tuvo un auge en el Madidi. Si bien el filme no se pudo realizar ni proyectar en Bolivia por los costos y permisos, Ghinsberg hizo la premier mundial en San José de Uchupiamona, cuyos pobladores fueron quienes lo rescataron. En los 90 el consiguió un financiamiento con el BID, con lo que construyó el proyecto ecoturístico del Chalalán, mismo que corre riesgo si es que el proyecto de las hidroeléctricas continúa.
Alex Villca explica que Rurrenabaque pasó de ser zona turística a ser productiva, esto debido a la disminución de turistas en más del 50% debido a las restricciones de israelíes y estadounidenses para ingresar al país, así se sacó de las rutas a la zona, que era ofrecido por el ministerio de turismo. Se dejó de invertir en el mejoramientos de los accesos a Rurrenabaque para enfocarse más en la hidroeléctrica.

### 2018
En enero Rafael Alarcón, ministro de energía, indicó que Geodata devolvió el estudio de prefactibilidad para que sea corregido, esto significaría el retraso del proyecto ya que los subproductos 4 y 5 tendrían observaciones. Alex Villca, secretario de comunicación de la Mancomunidad de Comunidades Indígenas de los Ríos Beni, Tuichi y Quiquibey, indicó que con el cambio de vocación de turística a productiva, está poniendo en riesgo el trabajo que los comunarios desarrollaron desde los años 90. Mientras en Brasil se anunció la suspensión de los proyectos hidroeléctricos en el Amazonas, en Bolivia, en el día del Estado Plurinacional, el presidente Evo Morales anunció nuevamente que se avanzarán en los proyectos de las megarepresas, en busca de ser el centro de Sudamérica. Silvia Molina,  investigadora de la Plataforma Energética, explicó que solo se lograría exportar el 3% de energía y que pensar en ser el centro es un irreal.
La Coordinadora de Defensa de los Territorios Indígenas mandaron una carta a Mariam Wallet Aboubakrine, presidenta del Foro Permanente para las Cuestiones Indígenas de la Organización de Naciones Unidas (ONU) el 24 de febrero, para pedir que desde esa institución reclamen a Evo Morales que según convenios internacionales, necesitan una consulta previa, libre e informada. Esta acción fue dada mientras se realizaba la XVII sesión preparatoria del Foro Permanente de Cuestiones Indígenas que se inauguró en Sucre.
Waldo Albarracín, rector de la Universidad Mayor de San Andrés (UMSA), envió una carta al presidente Evo Morales para exigir transparencia sobre el proyecto.

Fuertes críticas surgieron después de que el presidente Evo Morales interviniera en la III Cumbre Empresarial de Las Américas y por el Día Internacional de la Madre Tierra el 22 de abril, hablando sobre los derechos de la Madre Tierra cuando de los 21 proyectos que se tienen planeados, 14 son en Áreas Protegidas.
“Más que nunca estamos siendo vulnerados los pueblos indígenas” - Álex Villca.
En la 17.ª sesión del Foro de la ONU sobre Cuestiones Indígenas, Evo Morales reivindicó los derechos de la Madre Tierra y los pueblos indígenas a través de combatir al imperialismo, capitalismo, intervencionismo y armamentismo ya que serían políticas para generar un genocidio, rechazando la intervención política y el saqueó; pero no quiso hablar sobre las vulneraciones que viven los indígenas en Bolivia, ni de la subasta internacional de 100 áreas para exploración hidrocarburífera entre reservas naturales y territorios indígenas. En el mismo encuentro, Ruth Alipaz denunció las amenazas que reciben los territorios de 51 comunidades indígenas y rurales
En la cuarta cumbre “Amazonia viva Segura” hicieron saber a la Coordinadora de las Organizaciones Indígenas de la Cuenca Amazónica (COICA) la vulneración hacia los derechos indígenas que representan las hidroeléctricas, ahí firmaron un documento denominado el Mandato de Macapá, para resolver su situación de manera urgente. En junio se pidió un informe al ministro de minería sobre el ingreso de extranjeros a Bolivia para aprovechar la extracción de oro, en el que se llevan entre 20 y 30% de las ganancias, temen que por el descontrol de esto, quede destruida la zona turística en el Chepete - Bala, para que los indígenas no tengan de otra más que aceptar las represas.

El Colegio de Biólogos de La Paz lanzó un pronunciamiento en el que expresan que los proyectos como el de las hidroeléctricas vulneran tanto leyes y normas vigentes de Bolivia como acuerdos internacionales. Piden ser más consientes sobre los impactos extractivos sobre las Áreas Protegidas que cumplen una función primordial para el equilibrio de la biodiversidad. En agosto la Comisión del Tribunal Internacional de los Derechos de la Naturaleza recibió a las delegaciones bolivianas que denunciaron entre otros, lo que sucede con el Chepete - Bala. También la Federación Única de Trabajadores Campesinos Túpac Katari de La Paz, pidieron la abrogación del decreto que coloca al Madidi como Área Protegida y que al territorio Leco, en Apolo, se le quite la categoría de TCO para producir coca, área agrícola y extracción de oro. También exigen seguridad alimentaria. El 20 de septiembre dictaminaron formar dos comunidades de 30 personas, según el instructivo “recibirán  tierras fiscales en el área protegida”. Para Álex Vilca el hecho que el gobierno tenga varios brazos operativos como el Instituto Nacional de Reforma Agraria (INRA), los movimientos sin tierra y los sindicatos campesinos hace que sea fácil vulnerar los derechos de las comunidades indígenas. De seguir así los indígenas quedarán desplazados de su propio territorio.
“El gobierno reconoce como instancias validas de dialogo solo a aquellas que están a favor o tienen afinidad política. Desconocerán sistemáticamente nuestra lucha” - Álex Villca
El coordinador de la ONG Justicia Climática, Martín Vilela, en la conferencia sobre el Cambio Climático, en la sede de la ONU en Bangkok se refirió a que los proyectos hidroeléctricos del Chepete- Bala y Rositas no cuentan con consulta previa, y que no abordan precios competitivos para que sea redituable, lamentó que la única forma en la que en Bolivia se entiende al desarrollo es mediante la economía. Se negoció un manual de normas para reducir el calentamiento global en el marco del Acuerdo de París.
En una reunión inédita y extraordinaria realizada en un cantón de Tariquia, se resuelve coordinar la resistencia a las políticas agresivas y extractivistas del gobierno en todo el país, también llamando a proteger la vida de los indígenas en aislamiento voluntario.
Al territorio Tacana llegaron en transporte masivo personas movilizadas por el gobierno para iniciar comunidades campesinas nuevas, fue violento, ellos quemaron varias casas de los indígenas. Aunque lograron expulsarlos, ellos entran por Ixiamas y la frontera con Cobija.

### 2019
Entre los diversos problemas que enfrentan los indígenas, denuncia Ruth Alipaz, es el envenenamiento del suelo, agua y aire con mercurio y la pérdida de fuentes de agua y alimentos. Ella responsabiliza al INRA de permitir el asentamiento irregular de colonos en sus tierras.
Se considera al proyecto de las hidroeléctricas como un "Elefante Blanco" es decir, una obra pública cuyo beneficio se lo llevan los constructores, puede quedar a medio construir, gasta más de lo que produce.
El valor de la Amazonía cada vez toma más relevancia en el mundo, cuando se observa la desaparición de masa forestal para convertirse en áreas de producción. La amenaza crece con todos los proyectos extractivos que crecen, entre ellos las hidroeléctricas en el Chepete-Bala.
Esmeralda Arosemena, presidenta de la Comisión  Interamericana de Derechos Humanos (CIDH), escuchó la denuncia sobre los proyectos de Tariquía Chepete - Bala y la represión en Chaparina.
Ante la marcha de la nación Qhara Qhara en Sucre, que se convocó en febrero a nivel nacional para defender los derechos de los pueblos indígenas de tierras altas y bajas, se socializó la problemática del sector del Chepete - Bala que queda ante la posibilidad de desaparición si es que se implementan los megaproyectos. Además que manifestaron que la alianza de todas estar resistencias
En el marco del Día Internacional contra las Represas y Defensa de los Ríos, el líder indígena Alex Villca expone que son los bolivianos quienes deben elegir su futuro, y que en vez de perder esos 2000 km cuadrados de territorio inundados - sumando otras hidroeléctricas en Rositas y Cachuela Esperanza, podrían hacer una infinidad de cosas a favor de los habitantes; como es el caso en Costa Rica que genera 5.000 millones de dólares anuales por turismo. Además que el proyecto tiene una vida útil de 50 años, es muy poco tiempo para tanta destrucción. Rafael Alarcón, ministro de Energía, anunció que daría a conocer los estudios de las hidroeléctricas en una conferencia de prensa.
Alex Villca, secretario de comunicación de la Mancomunidad de Comunidades Indígenas de los ríos Beni, Tuichi y Quiquibey, informó que dos perforadoras llegaron al estrecho del Chepete en pontones que encontraron el 11 de abril. Jesús Villarroel, encargado de la maquinaria, dijo que son contratados por ENDE, pero que trabajan con comunarios a quienes capacitan para hacer los estudios complementarios geotécnicos. El objetivo que tienen es analizar la estabilidad del suelo alrededor del rio Beni. Por las lluvias perdieron su sembradío y se aprovechan de ellos, expresa Villca. La Coordinadora Nacional de Defensa de los Territorios Indígena Originario Campesinos y Áreas Protegidas (Contiocap) conformada por 12 personas, que reúne a más de 20 resistencias a proyectos y extractivos en Bolivia, se reunieron en Cochabamba para generar un lineamiento de defensa frente a los megaproyectos.

En el III Curso de Inducción para Personal de las Fuerzas Armadas en El Alto, el presidente Evo Morales, volvió a mencionar la intención de hacer un referendo en La Paz, para que se apruebe el proyecto.
"El problema es que tenemos con algunos grupos fundamentalistas con el tema el medioambiente, molestan por aquí, por allá" - Evo Morales.
En este año se rompe el récord de emisiones de dióxido de carbono, se advierte que con el desarrollo de las hidroeléctricas en el Chepete - Bala, se generarán 1.400 toneladas de CO2 equivalente por hectárea.
El presidente Evo Morales en una entrega de obra, dijo que daba por hecho las hidroeléctricas de Chepete -  Bala, ya que se encuentran en el portafolio de financiamientos, sin embargo, Pablo Ramos, presidente del Banco Central de Bolivia (BCB) anunció que en el portafolio de financiamientos no se encuentran las hidroeléctricas del Bala - Chepete, aunque sí otros proyectos de energía solar y eólicos. El investigador Roger Cortez, recuerda que el acceder a avanzar con estas obras significaría triplicar la deuda externa.
En Guayaramerín se da el Encuentro Regional de Afectados y Afectadas por represas en la Amazonía, donde líderes indígenas y activistas se reunieron para rechazar las hidroeléctricas en esta zona compartida entre Bolivia, Colombia y Brasil, el presidente de la Mancomunidad Rio Beni y Quiquibey, Valentin Juan de Dios, explicó como el gobierno dividió a las organizaciones de las comunidades poniendo en peligro a seis naciones.  En el marco de este encuentro, el investigador y director del Instituto Alternativo, Roger Cortez, advirtió sobre la dependencia económica que se generaría con una deuda impagable.
El investigador del Centro de Estudios para el Desarrollo Laboral y Agrario (Cedla), Carlos Revilla, manifestó que uno de los principales problemas que existen en Brasil, es con la movilización de grandes masas de personas que llegan a las localidades donde se construyen las hidroeléctricas, llevando consigo males como el consumo de drogas o la prostitución. Pensando en el Chepete, se pregunta a que localidad llegarían y cómo pasaría de ser una población pensada para 4 mil habitantes, a 16 mil en los cinco años siguientes que sería el tiempo necesario para la construcción de esta megaobra. Recordó también que esa energía aún no tiene compradores, lo que podría hasta triplicar una deuda externa.
Un movimiento de exdirigentes de la Central Obrera Boliviana (COB), sacó un pronunciamiento pidiendo reformas en la COB, por ello Roberto Pancorbo dijo buscar apoyo en Felipe Quispe, acusó a dirigentes de ceder ante el gobierno a cambio, de autos, hoteles, contratos y que mueven a cocaleros, devenidos en patrones para apoyar al sector privado y transnacional como es el caso de las hidroeléctricas en el Chepete - Bala.
Como parte de su campaña para la reelección, el presidente Evo Morales, reiteró su aspiración a vender 9000 megavatios con las hidroeléctricas en el Chepete - Bala y Rositas.
Especialistas creen que el proyecto de conversión de matriz energética que tiene el gobierno para la agenda patriótica 2025 no será posible por la resistencia que existen en los territorios como en el Chepete - Bala. Después de que el gobierno amplie la quema controlada, diferente líderes indígenas salieron a rechazar las políticas extractivas del presidente Evo Morales, entre ellos Alex Villca, quien expresó que ya llegaban a puntos en los que no pueden vivir en paz, llamando a la sociedad a sumarse a la resistencia.

Lino Illimuri, líder de la Nación Uchupiamona explica que los problemas que surgen entre los pueblos indígenas y los sindicatos agrarios conllevan a la desestructuración y pérdida de sus organizaciones. ellos exigen la titulación como TCO (Tierra Comunitaria de Origen). Para el Tata de la Nación Qhara Qhara, Samuel Flores, los campesinos piensan en el lucro de la tierra, mientras que los indígenas piensan en la colectividad. Es que los del Sindicatos Campesinos Tupac Katari llegan para consolidar comunidades fantasma en la provincia Andrés Iturralde, para titular tierras.
“Antes podíamos cazar y andar todo nuestro territorio ahora hay temor porque podemos entrar en tierras que ya son de los campesinos y no nuestra. Nos están cercando” - Lino Illimuri
El investigador Jorge Molina, de la Universidad Mayor de San Andrés (Umsa) presentó un “Análisis Integral del Proyecto Gubernamental Represas Hidroeléctricas Chepete-Bala” cuya conclusión determina que el proyecto de la hidroeléctrica es inviable por varios errores como la falta de cálculo de sedimentos y volumen de embalse. Alex Villca declaró que si se continúa con el proyecto se perpretará un crimen de lesa humanidad.
“No estamos en contra del desarrollo, queremos un desarrollo que no afecte al medioambiente, a la naturaleza. Queremos desarrollo, pero no a costa de las vidas de las personas y del bosque en su conjunto. No queremos que se hagan represas que afecten a la vida misma” - Lidia Anti, representante de la mancomunidad y del comité defensor de la vida amazónica en la cuenca del río Madera.
Rafael Puente observa la urgencia que tiene Bolivia para exportar electricidad a Brasil, inclusive si así destruye los territorios indígenas, y recuerda que la consigna central del modelo de neoliberalismo clásico era precisamente "Exportar o morir", en este punto la visión del "Vivir Bien" es solo poesía y no una realidad.
El 24 de septiembre, Evo Morales dio un discurso frente a la ONU en la que ensalza la protección del medio ambiente, y la lucha contra el cambio climático apuntando a los culpables al capitalismo y el mercantilismo, pero no reconoce que los proyectos como el del Chepete - Bala, se constituye una contradicción a su discurso.
La líder indígena Ruth Alipaz Cuqui, denunció ante la ONU, a un mes del Examen Periódico Universal (EPU), que el gobierno de Evo Morales promovía las actividades extractivistas, situación que pone en riesgo los derechos de los pueblos indígenas, de acuerdo a un informe elaborado por la Alianza por los Derechos Humanos y el Medio Ambiente que aglutina a 50 organizaciones. Explica que se están incumpliendo acuerdos internacionales y solicitan la atención de la comunidad internacional.
Rodrigo Guzmán, ministro de Energía del gobierno de Jeanine Añez, frente al país convulsionado dijo que se trabajaba horas extra para garantizar la energía eléctrica, y que el megaproyecto hidroeléctrico Chepete-Bala sería inviable debido al impacto negativo en la biodiversidad, además de la falta de consulta previa. Aun así, Ruth Alipaz aclaró que hay ministros y funcionarios públicos que no quieren dejar de lado este proyecto y quieren seguir con ellos.
En la COP25, desde la Plataforma Boliviana Frente al Cambio Climático, Martín Vilela explicó que la propuesta de cambio de matriz energética presentada por Bolivia en su apartado de Contribuciones Nacionalmente Determinadas (NDC, por sus siglas en inglés) no contempla, por ejemplo la emisión de Gases Efecto Invernadero (GEI) que producirían las hidroeléctricas como las del Chepete - Bala, y piden que se exija al gobierno actualizar estos datos que fueron presentados en el marco del Acuerdo de París, para combatir el calentamiento global.

### 2020
Durante el gobierno de Jeanine Añez, desde YPFB se dijo "Tariquía no se toca", pero al no cancelarse los contratos, el vocero de la Coordinadora Nacional de Defensa de Territorios Indígenas Originarios Campesinos y Áreas Protegidas (Contiocap), Alex Villca, dijo que lo que necesitan es la cancelación porque sino cualquier gobierno puede reiniciarlo.
“Para nosotros no es una garantía porque un decreto es el que da lugar a que estos proyectos estén encaminados, sigan vigentes. Entonces, en la medida que no se anulen no hay tranquilidad” - Álex Villca
En marzo en una reunión en Rurrenabaque, las 17 comunidades que habitan la zona, decidieron exigir al gobierno de Jeanine Añez, la anulación de la normativa que permitiría el ingreso a siguientes gobiernos para hacer las hidroeléctricas.
En el marco del día de Bolivia, un grupo de activistas se manifestaron sobre la defensa del medioambiente y la biodiversidad del país. El Director de la Fundación Solón, Pablo Solón, solicitó la transparentar de los documentos sobre estas hidroeléctricas. Aseguró que Bolivia necesita reorientar su política eléctrica. Pablo Vilegas, investigador del CEDIB, proyectó que con el regreso del partido del MAS al gobierno, si bien antes no habían avanzado sobre las Áreas Protegidas, en este gobierno si lo harán, lo que podría repercutir directamente sobre el proyecto de las hidroeléctricas. Álex Vilca explica que la tendencia a presionar por los recursos naturales es regional  y global.

### 2021
Dentro de los desafíos ambientales de Bolivia en el 2021 se encuentra el avasallamiento hacia las Áreas Protegidas de Bolivia, como explica el investigador del CEDIB, Pablo Villegas. Esto debido a que en 2015 con dos decretos supremos se redujo la consulta previa a un proceso administrativo lo que habilitó la entrada de proyectos extractivos y a que el plan de manejo de las Áreas Protegidas cambió. Según la Agenda Ambiental para Bolivia 2020-2030 elaborada por Lidema en el que se reconoce que Bolivia tiene la segunda mayor presión sobre las Áreas Protegidas en Sudamérica"